# Mohamed Asswai Khalifa
Mohamed Souai Asswai Khalifa (arab. ‏محمد صواي أصواي خليفة‎, ur. 30 listopada 1938 lub w 1944 w Az-Zawiji) – libijski lekkoatleta specjalizujący się w biegach płotkarskich, uczestnik igrzysk olimpijskich.
Khalifa reprezentował Libię na Letnich Igrzyskach Olimpijskich 1968 odbywających się w Meksyku. Był pierwszym libijskim sportowcem, który wystąpił w zmaganiach olimpijskich. Rywalizował w biegu na 400 m przez płotki. W biegu eliminacyjnym uzyskał czas 54,34 s i zajął ostatnie 8. miejsce, odpadając tym samym z zawodów.
Rekord życiowy w biegu na 400 m przez płotki: 53,1 s (1969).